# Rio Groapa Apei
O Rio Groapa Apei é um rio da Romênia, afluente do Madicea, localizado no distrito de Harghita.